# آموزش مختلط

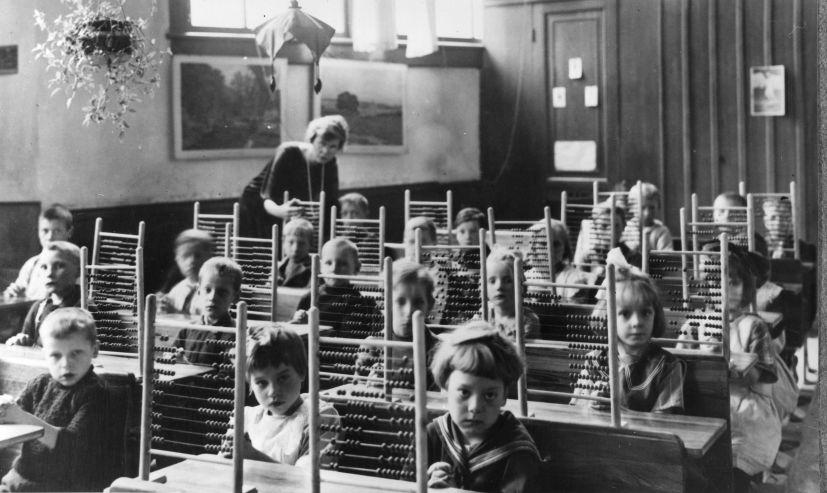
آموزش مختلط به معنی آموزش مردان و زنان یا پسران و دختران در کنار یکدیگر است و در برابر آموزش تک‌جنسیتی قرار می‌گیرد.
در حالی که آموزش تک‌جنسیتی تا قرن نوزدهم رایج تر بود، آموزش مختلط از آن زمان در بسیاری از فرهنگ‌ها، به ویژه در کشورهای غربی، استاندارد شده‌است. آموزش تک جنسیتی در بسیاری از کشورهای مسلمان همچنان رواج دارد. شایستگی نسبی هر دو سیستم موضوع بحث بوده‌است.
تصور می‌شود که قدیمی‌ترین مدرسه مختلط جهان، دبیرستان کلیسای اسقف اعظم تنیسون انگلستان، کرویدون باشد که در سال ۱۷۱۴ در بریتانیا تأسیس شد و از زمان افتتاحیه به بعد، پسران و دختران را می‌پذیرفت.[۱] اینجا همیشه فقط یک مدرسه روزانه بوده‌است.
قدیمی‌ترین مدرسه مختلط روزانه و شبانه‌روزی جهان، آکادمی دلار است، یک مدرسه متوسطه و ارشد برای دختران و پسران از سنین ۵ تا ۱۸ سال در اسکاتلند، انگلستان. این مدرسه از زمان افتتاح در سال ۱۸۱۸، هم دختران و هم پسران ناحیه دالر، کلاکماننشر و اطراف آن را می‌پذیرفت. این مدرسه تا به امروز با حدود ۱۲۵۰ دانش آموز به حیات خود ادامه می‌دهد.
اولین کالج مشترک آموزشی که تأسیس شد، کالج ابرلین در ابرلین، اوهایو بود. در ۳ دسامبر ۱۸۳۳ با ۴۴ دانش آموز، از جمله ۲۹ مرد و ۱۵ زن، افتتاح شد. وضعیت کاملاً برابر برای زنان تا سال ۱۸۳۷ به دست نیامد، و اولین سه زنی که با مدرک لیسانس فارغ‌التحصیل شدند، این کار را در سال ۱۸۴۰ انجام دادند. در اواخر قرن بیستم، بسیاری از مؤسسات آموزش عالی که منحصراً برای مردان یا زنان بود، تبدیل به آموزش مختلط شدند.

## تاریخچه
در تمدن‌های اولیه، مردم به‌طور غیررسمی آموزش می‌دیدند: در درجه اول در داخل خانه. با گذشت زمان، آموزش ساختارمندتر و رسمی‌تر شد. زمانی که آموزش به جنبه مهمتری از تمدن تبدیل شد، زنان اغلب از حقوق بسیار کمی برخوردار بودند. تلاش‌های جوامع یونان و چین باستان عمدتاً بر آموزش مردان متمرکز بود. در روم باستان، امکان آموزش به تدریج به زنان تعمیم داده شد، اما آنها جدا از مردان آموزش داده می‌شدند. مسیحیان اولیه و اروپاییان قرون وسطی این روند را ادامه دادند و مدارس تک جنسیتی برای طبقات ممتاز در طول دوره اصلاحات حاکم بود. دوره‌های اولیه این قرن شامل مدارس دینی بسیاری بود و اولین مدارس دولتی بزرگ در کشور برای دختران و پسران تأسیس شده بود.
در قرن شانزدهم، در شورای ترنت، کلیسای کاتولیک رومی تأسیس مدارس ابتدایی رایگان را برای کودکان از همه طبقات تقویت کرد. مفهوم آموزش ابتدایی همگانی، فارغ از جنسیت، ایجاد شده بود.[۴] پس از اصلاحات، آموزش مختلط در اروپای غربی معرفی شد، زمانی که برخی از گروه‌های پروتستان خواستار آموزش خواندن کتاب مقدس به پسران و دختران شدند. این عمل در شمال انگلستان، اسکاتلند و نیوانگلند مستعمره، که در آن کودکان خردسال، اعم از زن و مرد، در مدارس ابتدایی تحصیل می‌کردند، بسیار رایج شد. در اواخر قرن ۱۸، دختران به تدریج در مدارس شهر پذیرفته شدند. انجمن دوستان در انگلستان و همچنین در ایالات متحده، همزمان با انجام آموزش همگانی، پیشگام آموزش مختلط بودند و در سکونتگاه‌های کواکر در مستعمرات بریتانیا، پسران و دختران معمولاً با هم در مدرسه شرکت می‌کردند. مدارس ابتدایی عمومی رایگان جدید، که پس از انقلاب آمریکا جایگزین مؤسسات کلیسا شدند، تقریباً همیشه آموزش مختلط بودند، و تا سال ۱۹۰۰ اکثر دبیرستان‌های دولتی نیز مختلط بودند. در اواخر قرن ۱۹ و اوایل قرن ۲۰، آموزش مختلط به‌طور گسترده‌تری پذیرفته شد. در بریتانیای کبیر، آلمان و اتحاد جماهیر شوروی، آموزش دختران و پسران در کلاس‌های یکسان به یک روش مورد تأیید تبدیل شد.

### انگلیس
در بریتانیا اصطلاح رسمی مختلط است، و امروزه اکثر مدارس مختلط هستند. تعدادی از مدارس شبانه‌روزی مشترک کواکر قبل از قرن نوزدهم تأسیس شد.
تصور می‌شود که قدیمی‌ترین مدرسه مختلط جهان، دبیرستان کلیسای اسقف اعظم تنیسون انگلستان، کرویدون باشد که در سال ۱۷۱۴ در بریتانیا تأسیس شد، که از زمان افتتاح آن ۱۰ پسر و ۱۰ دختر را پذیرفت و پس از آن به صورت مشترک ادامه داد. این فقط یک مدرسه روزانه است و هنوز هم وجود دارد.
آکادمی دلار اسکاتلندی اولین مدرسه مختلط هم جنس روزانه و هم شبانه‌روزی در بریتانیا بود. این مؤسسه که در سال ۱۸۱۸ تأسیس شد، قدیمی‌ترین مؤسسه آموزشی شبانه‌روزی و روزانه مختلط در جهان است که هنوز وجود دارد. در انگلستان، اولین مدرسه شبانه‌روزی دولتی مختلط غیر کواکر، مدرسه Bedales بود که در سال ۱۸۹۳ توسط جان هدن بدلی تأسیس شد و در سال ۱۸۹۸ مختلط شد. مدرسه مقدماتی چندین دهه قبل از آن که دیگران دنبال شوند. بسیاری از مدارس تک‌جنسیتی قبلاً در چند دهه گذشته پذیرش هر دو جنس را آغاز کرده‌اند: برای مثال، کالج کلیفتون در سال ۱۹۸۷ شروع به پذیرش دختران کرد.

### آمریکا
قدیمی‌ترین مؤسسه آموزش عالی مختلط جنسی موجود در ایالات متحده کالج اوبرلین در اوبرلین، اوهایو است که در سال ۱۸۳۳ تأسیس شد. چهار زنی که اولین مدرک لیسانس را در ایالات متحده دریافت کردند در سال ۱۸۴۱ در اوبرلین به دست آوردند. بعداً در سال ۱۸۶۲، اولین زن سیاه‌پوستی که مدرک لیسانس گرفت (مری جین پترسون) نیز این مدرک را از کالج اوبرلین دریافت کرد. با شروع در سال ۱۸۴۴، کالج هیلزدیل کالج بعدی شد که کلاس‌های مختلط را در برنامه‌های درجه چهار ساله پذیرفت.
دانشگاه آیووا در سال ۱۸۵۵ به اولین دانشگاه دولتی یا دولتی مختلط در ایالات متحده تبدیل شد، و برای بسیاری از قرن آینده، دانشگاه‌های دولتی و به ویژه دانشگاه‌های کمک هزینه زمین، راه را در مختلط پیشتاز خواهند کرد. آموزش عالی جنسی همچنین بسیاری از دانشگاه‌های مختلط خصوصی در قرن نوزدهم، به ویژه در غرب رودخانه می‌سی‌سی‌پی، تأسیس شدند. در شرق می‌سی‌سی‌پی، کالج ویتون (ایلینوی) اولین دانشجوی دختر خود را در سال ۱۸۶۲ فارغ‌التحصیل کرد. کالج بیتس در مین از زمان تأسیس در سال ۱۸۵۵ برای زنان باز بود و اولین دانشجوی دختر خود را در سال ۱۸۶۹ فارغ‌التحصیل کرد. دانشگاه کرنل و دانشگاه میشیگان هر کدام اولین دانشجویان دختر خود را در سال ۱۸۷۰ پذیرفتند.
تقریباً در همان زمان، کالج‌های زنان تک‌جنسی نیز ظاهر می‌شدند. به گفته ایرنه هاروارت، میندی مالین، و الیزابت دبرا: "کالج‌های زنان در اواسط و اواخر قرن ۱۹ در پاسخ به نیاز به آموزش پیشرفته برای زنان در زمانی که آنها در اکثر موسسات آموزش عالی پذیرفته نمی‌شدند تأسیس شدند. نمونه‌های قابل توجه شامل کالج‌های هفت خواهر است که کالج واسار اکنون به صورت مختلط است و کالج رادکلیف با دانشگاه هاروارد ادغام شده‌است. سایر کالج‌های برجسته زنان که به صورت مختلط تبدیل شده‌اند عبارتند از کالج ویتون در ماساچوست، کالج زنانه وسلیان اوهایو، کالج اسکیدمور، کالج ولز و کالج سارا لارنس در ایالت نیویورک، کالج پیتزر در کالیفرنیا، کالج گوچر در مریلند و کالج کانکتیکات.
در سال ۱۹۰۰، فردریک هریسون بریتانیایی پس از بازدید از ایالات متحده گفت: «تمام دستگاه آموزشی آمریکا… برای زنان باید حداقل بیست برابر بیشتر از ما باشد، و ملاقات با مردان هم از نظر تعداد و هم به سرعت در حال پیشرفت است. کیفیت». جایی که بیشتر تاریخ تحصیل مختلط در این دوره فهرستی از کسانی است که به سمت اسکان مردان و زنان در یک دانشگاه حرکت می‌کنند، ایالت فلوریدا یک استثنا بود. در سال ۱۹۰۵، قانون باکمن یکی از ادغام در حکومت و بودجه بود، اما جدایی در نژاد و جنسیت، با کالج ایالتی فلوریدا برای زنان (از سال ۱۹۴۷، دانشگاه ایالتی فلوریدا) برای خدمت به زنان سفیدپوست در این دوران تأسیس شد، دانشگاهی که تبدیل به آنچه هست. اکنون دانشگاه فلوریدا به مردان سفیدپوست خدمت می‌کند، و تحصیل مختلط فقط برای پردیس دانشگاهی که به دانشجویان سیاهپوست در محل دانشگاه فلوریدا A&M کنونی خدمت می‌کند، در نظر گرفته شده‌است. فلوریدا تا پس از جنگ جهانی دوم به تحصیل مختلط در UF و FSU بازنگشت، که به دلیل افزایش شدید تقاضاها برای سیستم آموزش عالی توسط جانبازانی که از طریق برنامه‌های GI Bill پس از جنگ جهانی دوم تحصیل می‌کردند، ایجاد شد. ترتیبات باکمن به‌طور رسمی با دستورالعمل‌های قانونی جدید تصویب شده در سال ۱۹۴۷ پایان یافت.

## اثرات
برای سال‌ها، سؤالی که بسیاری از مربیان، والدین و محققین مطرح کرده‌اند این است که آیا آموزش به دختران و پسران با هم یا جداگانه در مدرسه از نظر تحصیلی مفید است؟ برخی استدلال می‌کنند که آموزش مختلط در درجه اول مزایای اجتماعی دارد زیرا به مردان و زنان در هر سنی اجازه می‌دهد برای موقعیت‌های دنیای واقعی آمادگی بیشتری داشته باشند و دانش آموزانی که با محیط تک جنسیتی آشنا هستند ممکن است کمتر آماده، عصبی یا ناآرام باشند.
با این حال، برخی استدلال می‌کنند که در سنین خاص، دانش‌آموزان ممکن است در محیط‌های مختلط بیشتر توسط جنس مخالف پرت شوند، اما برخی دیگر بر این فرض که همه دانش‌آموزان دگرجنس‌گرا هستند اشاره می‌کنند. شواهدی وجود دارد که نشان می‌دهد دختران ممکن است در درس‌هایی که به‌طور سنتی تحت سلطه مرد هستند، مانند علوم، عملکرد کمتری داشته باشند، اما تحقیقات دیگر نشان می‌دهد که وقتی دستاوردهای قبلی در نظر گرفته شود، این تفاوت از بین می‌رود. به گفته طرفداران آموزش مختلط، بدون همکلاسی‌های جنس مخالف، دانش آموزان مسائل اجتماعی دارند که ممکن است بر رشد نوجوانان تأثیر بگذارد. آنها استدلال می‌کنند که فقدان جنس مخالف یک محیط غیرواقعی ایجاد می‌کند که در دنیای واقعی تکرار نمی‌شود. برخی از مطالعات نشان می‌دهد که در کلاس‌هایی که بر اساس جنسیت از هم جدا می‌شوند، دانش‌آموزان دختر و پسر در همان سطحی که همسالان خود کار می‌کنند و یادمی‌گیرند، ذهنیت کلیشه‌ای معلم حذف می‌شود و در یک کلاس مختلط.احتمالاً دختران نسبت به کلاس درس اعتماد بیشتری دارند. 